# Mạng sản xuất toàn cầu
Mạng sản xuất toàn cầu (GPN) là một khái niệm trong tài liệu phát triển kinh tế đề cập đến "mối quan hệ của các chức năng, hoạt động và giao dịch được kết nối với nhau thông qua đó một sản phẩm hoặc dịch vụ cụ thể được sản xuất, phân phối và tiêu thụ." 

## Mạng lưới sản xuất toàn cầu
Một thế giới mạng lưới sản xuất là một trong những người có nút kết nối với nhau và liên kết mở rộng không gian qua các biên giới quốc gia và, khi làm như vậy, tích hợp các bộ phận của quốc gia và khác nhau địa phương vùng lãnh thổ".  Các khuôn khổ GPN kết hợp những hiểu biết sâu sắc từ phân tích chuỗi giá trị toàn cầu, lý thuyết mạng diễn viên và tài liệu về các chủ nghĩa tư bản.  GPN cung cấp một khung quan hệ nhằm mục đích bao gồm tất cả các tác nhân có liên quan trong các hệ thống sản xuất.  Khung GPN cung cấp nền tảng phân tích liên quan đến phát triển khu vực địa phương  với các động lực phân cụm.

## Lịch sử phát triển của khái niệm
Vào những năm 1990, khái niệm chuỗi giá trị đã đạt được tín dụng giữa các nhà kinh tế và học giả kinh doanh.  (Nhà phát triển nổi tiếng của nó Michael Porter).  Khái niệm kết hợp các hoạt động tuần tự và liên kết với nhau trong quá trình tạo ra giá trị.  Khái niệm chuỗi giá trị tập trung vào các hoạt động kinh doanh, nhưng không tập trung vào sức mạnh doanh nghiệp và bối cảnh thể chế.  Năm 1994, Garry Gereffi, cùng với Miguel Korzeniewicz đã giới thiệu khái niệm Chuỗi hàng hóa toàn cầu (GCC): 
sets of interorganizational networks clustered around one commodity or product, linking households, enterprises, and states to one another within the world-economy. These networks are situationally specific, socially constructed, and locally integrated, underscoring the social embeddedness of economic organization— Gereffi

 Khái niệm này được phát triển hơn nữa bởi một số tác giả nhấn mạnh tầm quan trọng của quản trị chuỗi trong các mặt hàng khác nhau (ví dụ như ô tô, dệt may, điện tử, v.v.)
Vào đầu những năm 2000, một nhóm các tác giả Jeffrey Henderson, Peter Dicken, Martin Hess, Neil Coe và Henry Wai-Chung Yeung, đã giới thiệu khuôn khổ GPN, dựa trên sự phát triển của các phương pháp tiếp cận trước đây đối với các quy trình sản xuất quốc tế.  Đồng thời, nó mở rộng ra ngoài tính tuyến tính của phương pháp GCC để kết hợp tất cả các loại cấu hình mạng.  Việc chấp nhận quan điểm mạng rõ ràng cho phép nắm lấy sự phức tạp của các lớp sản xuất đa chiều vượt ra khỏi "sự tiến triển tuyến tính của sản phẩm hoặc dịch vụ" 

## Hiểu biết sâu sắc từ việc phân tích mạng lưới sản xuất
Phân tích mạng lưới sản xuất toàn cầu phụ thuộc vào việc sử dụng các bảng đầu vào-đầu ra liên kết các công ty thông qua các giao dịch liên quan đến việc tạo ra sản phẩm.  Tài liệu chuỗi hàng hóa coi các công ty là các nút trong một số chuỗi chuyển đổi đầu vào thành đầu ra thông qua một loạt các giai đoạn sản xuất được kết nối với nhau, sau này được liên kết với các hoạt động phân phối và tiêu dùng.  Andersen và Christensen định nghĩa năm loại nút liên kết chính trong mạng cung cấp: Nhà tích hợp cục bộ, Cơ sở xuất khẩu, Cơ sở nhập khẩu, Nhà phân phối quốc tế và Nhà tích hợp toàn cầu  Hobday et al. lập luận rằng khả năng cốt lõi của các công ty xuất phát từ khả năng quản lý mạng lưới các nhà cung cấp linh kiện và hệ thống con của họ.
Để nắm bắt cả liên kết dọc và ngang trong chuỗi quy trình sản xuất, Lazzarini đã giới thiệu khái niệm về Netchain: "một tập hợp các mạng lưới bao gồm các mối quan hệ ngang giữa các công ty trong một ngành hoặc một nhóm cụ thể, được sắp xếp tuần tự dựa trên mối quan hệ dọc giữa các công ty trong các lớp khác nhau...  Phân tích Netchain phân biệt rõ ràng giữa ngang (giao dịch trong cùng một lớp) và quan hệ dọc (giao dịch giữa các lớp), ánh xạ cách các tác nhân trong mỗi lớp có liên quan với nhau và với các tác nhân trong các lớp khác ".  Các nghiên cứu quan trọng đã khám phá các mạng lưới sản xuất trong lĩnh vực đạo đức sản xuất, ví dụ tập trung vào các hiệu ứng địa phương hoặc quan hệ lao động.